# Kościół św. Bartłomieja Apostoła w Czarnożyłach
Kościół świętego Bartłomieja Apostoła – rzymskokatolicki kościół parafialny należący do parafii pod tym samym wezwaniem (dekanat Wieluń – Najświętszej Maryi Panny Pocieszenia archidiecezji częstochowskiej).

## Historia i architektura
Jest to murowana świątynia, ufundowana przez Joannę z Brzostowskich w 1726 roku. Kościół został wzniesiony w stylu barokowym.
Nawa świątyni została zbudowana na planie prostokąta z nieco węższym prostokątnym prezbiterium, po którego obu stronach są umieszczone zakrystia i składzik. W latach 1912–1916 kościół został znacznie przebudowany. Po bokach nawy zostały dostawione w latach 1912–1916 po dwie kaplice, do których włączono mury dawnych przybudówek. Od strony zachodniej powstała przybudówka mieszcząca chór muzyczny i kruchtę w przyziemiu. Kaplice otwierają się do nawy szerokimi arkadami.

## Wnętrze i wyposażenie

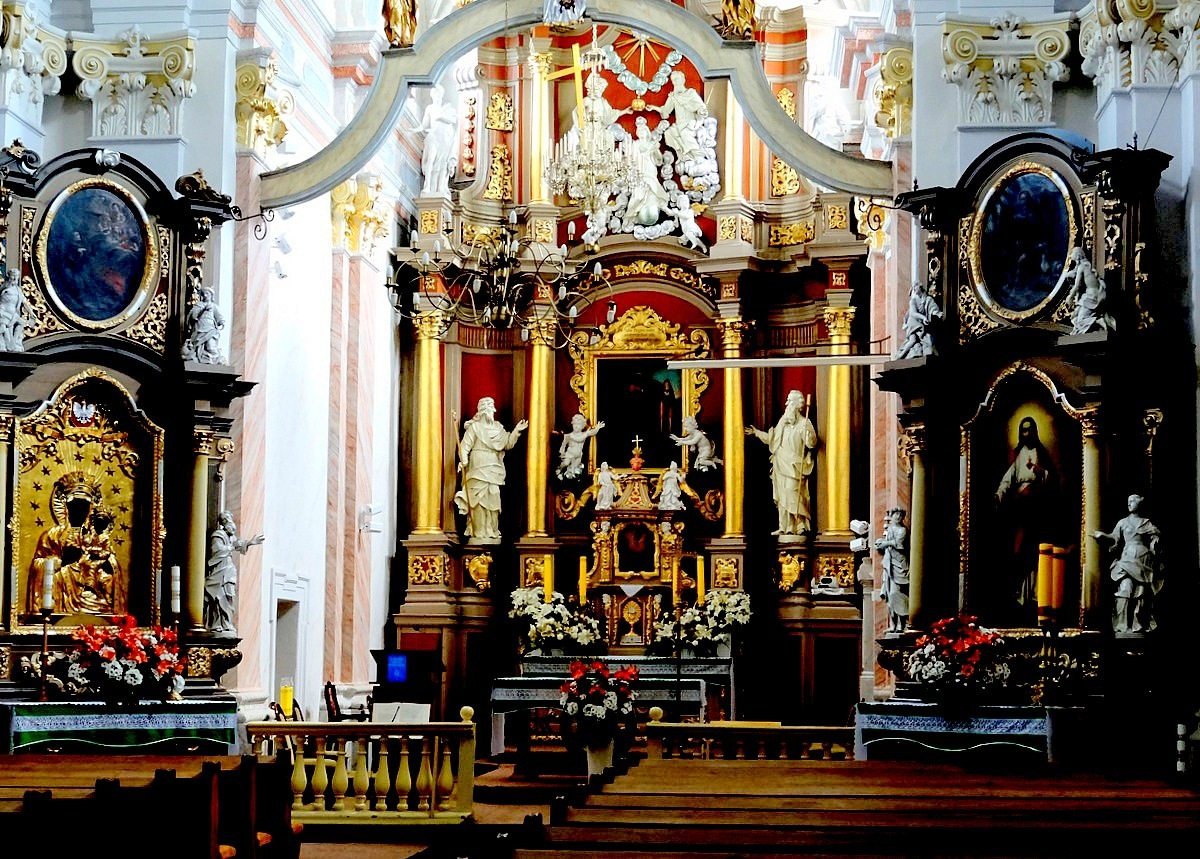
Wnętrze świątyni

Wnętrze jest podzielone zdwojonymi pilastrami, podtrzymującymi belkowanie, na którym są oparte gurty (łuki sklepienne) sklepienia kolebkowego z lunetami. Na belce tęczowej jest umieszczony, wykonany w XVIII wieku, krucyfiks w stylu barokowym, z Matką Boską, świętymi Magdaleną i Janem. Ołtarz główny pochodzi z tego samego czasu, także reprezentuje styl barokowy. U jego zwieńczenia jest umieszczona rzeźba przedstawiająca Koronację Matki Boskiej.
Oprócz tego kościół posiada dwa barokowe ołtarze boczne i chrzcielnicę z XVIII stulecia. Fasady: frontową i wschodnią zwieńczają wolutowe szczyty. Nawa i prezbiterium są nakryte dachami dwuspadowymi, zakrystia i składzik – pulpitowymi.

## Dzwonnica i dzwony
Na dzwonnicy koło kościoła wiszą 3 dzwony wykonane z żeliwa sferoidalnego w Goduli. Największy pochodzi z 1958, dwa mniejsze z 1957. Przed 2018 rokiem wisiały na niskiej stalowej konstrukcji, która do dziś stoi obok dzwonnicy. Ważą łącznie ok. 3500 kg, mają tony: c", g' oraz e'. Poprzednie zestawy dzwonów zostały zarekwirowane na cele wojenne.